# La Maternelle (pel·lícula de 1933)
|  | Per a altres significats, vegeu «La Maternelle». |

La Maternelle (estrenada internacionalment com Children of Montmartre) és una pel·lícula francesa del 1933 dirigida i escrita per Jean Benoît-Lévy i Marie Epstein. Va ser una adaptació de la novel·la guanyadora del Premi Goncourt de Léon Frapié La Maternelle (1904). Aquesta pel·lícula era un remake d'un versió muda i menys reeixida feta el 1925 per Gaston Roudès. El 1935, va ser classificada com la 6a millor pel·lícula estrangera pel National Board of Review of Motion Pictures, i ha rebut una puntuació de 7,3 (sobre 10) per 127 revisors a la Internet Movie Database.

## Novel·la
La novel·la del mateix nom va ser escrita per Léon Frapié l'any 1904, i va rebre el premi Goncourt de literatura francesa. La pel·lícula va ser una adaptació fluixa de la novel·la, transformant-la en una mirada més psicològica sobre l'experiència dels nens als barris marginals de París.

## Argument
La Rose, una noia d'una família acomodada, s'enfronta a una sèrie d'esdeveniments tràgics que la deixen sense diners i sense llar. És contractada com a ajudant en una guarderia a París amb 150 nens pobres. Ella es troba cuidant-los amb tendresa i aviat se'ls estima molt. Una noia anomenada Marie, que és la filla abandonada d'una prostituta, s'aferra tant a Rose que es posa gelosa quan algú més li roba l'atenció. Rose descobreix que Marie ha estat deixada i abandonada i la porta a viure amb ella. Marie fins i tot intenta suïcidar-se quan s'assabenta dels plans de Rose per casar-se amb el Dr. Libois, el metge de l'escola. A més, la Marie deixa de ser l'assistent de l'escola, a causa dels seus antecedents educatius que la fan sobrequalificada. Malgrat això, La Maternelle finalment troba el seu camí cap a un final feliç, amb Rose compromesa amb el Dr. Libois i ser contractada com a professora a l'escola.

## Repartiment
- Madeleine Renaud com a Rose
- Mady Berry com a Mme. Paulin
- Alice Tissot com a Superintendent
- Sylvette Fillacier com a Mme. Coeuret
- Paulette Elambert com a Marie Coeuret
- Henri Debain com a Dr. Libois
- Edmond van Daele com a Pantin
- Alex Bernard com a Professor

## Producció

### Cinematografia i estil
L'enfocament realista de la pel·lícula està recolzat per la utilització dels nens de la classe treballadora com a escolars i el rodatge en exteriors. Amb la cinematografia s'afavoreix aquest estil documental. Utilitzant plans exploratoris i pauses a la quarta paret, la pel·lícula estableix aquest estil i l'escenari. Hi ha escenes curtes dins de la pel·lícula que no fan avançar la narració i, en canvi, serveixen per reforçar el realisme dins de l'entorn. A més, la pel·lícula es basa en un esperit d'improvisació, especialment per als nens implicats. Tanmateix, hi ha influència de la gènere cinematogràfic europeu d'avantguarda. La càmera es transforma en la mirada de Marie per tal de mostrar el seu trauma i els inicis del seu intent de suïcidi. En fusionar elements d'aquests dos estils, la pel·lícula és notable i serveix com a primer exemple definitori de realisme poètic al cinema.

### Epstein i Benoît-Lévy
Actuant com a directors i guionistes, La Maternelle va ser una de les pel·lícules sorgides de la col·laboració entre Epstein i Benoît-Lévy que va durar més d'una dècada. Encara que el guionatge estava habitualment oberta a les dones, poques eren directores de cinema. Epstein era l'única directora femenina del cinema francès en aquell moment, i malgrat el seu paper, sempre apareix després de Benoît-Lévy. Com a recerca per a la pel·lícula, ambdós van passar mesos visitant escoles a les zones de classe baixa de París per entendre com integrar els escolars a la pel·lícula i com construir millor l'escenografia.

## Actuació
Paul Rotha a "Sight and Sound" elogia "La Maternelle" i altres pel·lícules de l'època pel seu ús d'actors infantils per contribuir a la comprensió de la psicologia infantil, anomenant-la "una de les millors pel·lícules de França durant molts mesos." Dels seus directors, Benoit-Lévy i Marie Epstein, l'actuació natural de la pel·lícula dels seus actors infantils és elogiada pel seu realisme i la seva representació del benestar infantil. Aquest article elogia la representació de la pel·lícula de la "ment dels nens" i la seva perspectiva sobre la vida escolar, que era un tema poc freqüent en aquell moment. A més, l'actuació, concretament de Paulette Elambert, que interpreta Marie, és considerada per molts com una de les millors del cinema que s'havien vist en aquell període. El New York Times va descriure l'actuació com a "memorable". A la seva ressenya del 7 de setembre de 1933, Lucien Wahl destaca l'abast emocional d'Elambert i la seva capacitat performativa per donar vida als sentiments d'amistat, afecte i gelosia en el personatge Marie. Sovint se la considera l'estrella d'aquesta pel·lícula.

## Música
Tot i que senzilla, la partitura d'aquesta pel·lícula ajuda a crear el seu entorn de la vida real. A la seva ressenya de 1993 a "Pour Vous", l'obra de Janine Auscher elogia el compositor de la pel·lícula Edouard Flamant. Auscher anomena la pel·lícula "una de les millors de la producció francesa". Flamant, va crear una partitura senzilla. La partitura incloïa música d'Alice Verlay, que va escriure la cançó que la Rose va cantar als nens a l'aula. La repetició de cançons es fa en diverses escenes de la pel·lícula per connectar temes generals i moments importants.

## Temes

### Reflexió
Marie veu el reflex de Rose i el seu nou amant potencial, el Dr. Libois, a la mateixa finestra en què va veure la seva mare amb l'home amb qui va marxar a l'inici de la pel·lícula. Aquest tema continua quan Marie mira a l'aigua i veu el reflex de dos amants, fet que va provocar el seu posterior intent de suïcidi en un esforç per esborrar aquestes imatges que la persegueixen.

### Visió
Al llarg de la pel·lícula, hi ha un focus en els ulls dels personatges i les diferents maneres de mirar. Concretament, la mirada i el trauma de Marie són centrals a la pel·lícula. A l'escena del bar, hi ha una interacció de plans que mostren fragments de luxúria entre la mare de Marie i l'home amb qui està i Marie els mira enfadada. Després d'això, quan la mare de Marie la porta a casa, es veu a Marie mirant a través de les reixes del llit a la seva mare en una abraçada amb l'home. Encara que en realitat no pot estar mirant a la seva mare (perquè està dins mentre la seva mare és fora), la càmera serveix com una manera perquè el públic i Marie vegin com la seva mare l'ha abandonada. En una altra escena, Marie escolta el Dr. Libois declarant-se a la Rose. Un cop saben que ha escoltat per casualitat, hi ha un intercanvi de primers plans, centrats en els ulls, entre els tres personatges. Aquestes escenes serveixen per situar l'espectador en la perspectiva de Marie i establir el trauma i la naturalesa de les relacions entre Marie i les seves figures maternes: la seva mare i Rose. En el clímax de la pel·lícula en què Marie intenta suïcidar-se, la seva mirada es reflecteix a l'aigua i li mostra la vista d'una parella que s'abraça a prop, fragments anteriors de la seva mare i de la Rose, i un reflex d'ella mateixa.

### Femme moderne
Aquesta pel·lícula retrata una desviació de les normes socials tradicionals de les dones, doblegant les expectatives durant aquest període. En aquesta pel·lícula, Rose és una dona educada que adquireix una feina a temps complet abans de casar-se i una família. Finalment, troba l'amor i la família, però la pel·lícula manté que tant l'amor com la feina poden ser mantingudes amb èxit per les dones, una idea no tan comuna durant la seva època.

### Relacions maternes
Hi ha una juxtaposició al llarg de la pel·lícula entre dos personatges -la mare de Marie i la Rose- i el seu estat matern. La mare de Marie -una prostituta- funciona com una "mare dolenta"; descuida la Marie i abandona el seu fill per fugir amb un home.En l'escena en què s'acosta a Marie i la deixa, la mare de Marie li fa un petó de pintallavis al front, demostrant les cicatrius metafòriques que ha deixat. en la seva filla a través de la seva immoralitat. En canvi, Rose representa com hauria de ser una "bona mare". Rose adopta Marie i es converteix en una figura materna per a tots els nens, mostrant constantment el seu amor i devoció cap a ells al llarg de la pel·lícula.

## Recepció crítica
El 1935, el New York Times la va anomenar "una pel·lícula d'extraordinària perspicàcia, tendresa i bellesa tràgica", i va afegir: "El Sr. Benoit-Levy presenta una secció transversal desconcertant d'aquesta tatterdemalion kindergarten a retrats tan petits com el nen que mai ha après a somriure."
Per a la seva ressenya a Pour Vous, Lucian Wahl descriu els directors com a hàbils i mostrant una gran "habilitat" i "cor" a la pel·lícula i complementa la tècnica dels directors. No obstant això, veu que l'intent de suïcidi de Marie no és essencial, afirmant que tot i que té una imatge excel·lent, no eleva la pel·lícula. Al mateix temps, es destaca la "sinceritat del tema" i Wahl elogia els nens actors per "servir la veritat".
En la seva ressenya de 1933 per a Cinémagazine, Marcel Carné afirma que aquesta pel·lícula és una de les primeres en què el públic pot veure una pel·lícula "interpretada per nens petits". Aplaudeix els directors Jean Benoît-Levy i Marie Epstein per reunir molts nens intel·ligents i produir una pel·lícula emotiva que transmet "emocions discretes".
Cinema Quarterly va publicar una crítica especialment variada de la pel·lícula el 1933, amb aproximadament tantes elogis com retrets. Va afirmar que "la pel·lícula destaca pel seu tractament brillant de la ment del nen" i va descriure l'escena final com "una de les més destacats del cinema de l'any", però no es va tímid a dir que la pel·lícula és "la pel·lícula infantil per acabar amb les pel·lícules infantils del moment".

## Premis
- 1935, National Board of Review, guanyador del premi dels EUA - Millors pel·lícules estrangeres
- 2016, Boston Society of Film Critics Awards Guanyador- Millor redescobriment[4]